# Symfonie nr. 4 (Oldberg)
Arne Oldberg voltooide zijn symfonie nr. 4 opus 50 op 24 augustus 1939. Alhoewel Oldberg meestentijds in Evanston (Illinois) verbleef is de symfonie voor een groot deel gecomponeerd in Estes Park (Colorado), alwaar hij een zomerhuis had. Veel van zijn composities kwamen in de staat Colorado tot stand. Het werk dat waarschijnlijk alleen in en om Chicago is uitgevoerd werd langzaam geïntroduceerd. Het eerste deel kreeg haar uitvoering als een fantasie op 15 juli 1939 onder leiding van Willem van Hoogstraten. Plaats van handeling was Ravinia Park in Highland Park (Illinois). Vervolgens ging de componist weer aan de slag en bewerkte het en breidde het uit. Ravinia Park was tevens de plaats van de eerste uitvoering van het langzame derde deel. Nicolai Malko dirigeerde op 14 juni 1941.
De eerste uitvoering van het totale werk kwam op oudejaarsavond 31 december 1942 om 20:45 door het Chicago Symphony Orchestra onder leiding van Frederick Stock. Oldberg droeg het werk aan deze dirigent en dat orkest op. Een volgende uitvoering kwam op 1 januari 1943 om 15:30 door dezelfde combinatie. Het programma was beide avonden hetzelfde:
- ouverture nr. 2 van David van Vactor¹
- Symfonie nr. 4 van Oldberg
- pauze
- Pianoconcert nr. 2 in Bes-majeur opus 83 van Johannes Brahms met Artur Rubinstein.

De symfonie nr. 4 in B-mineur bestaat uit vier delen:
- Moderato respressivo
- Animato
- Andante con moto, repressivo
- Molto sonore e con anima

De componist schreef in het programmaboekje over de symfonie “dat deel 1 de introductie stemmig was en persoonlijk; het is geschreven in de sonatevorm”. Zoals gebruikelijk wordt het thema vervolgens uitgewerkt en komt het in de vervolgdelen in bewerkte vorm terug. Het programmaboekje werd geprint inclusief voorbeelden uit de partituur. Naast componist wilde Oldberg kennelijk ook zijn kwaliteiten als muziekleermeester gebruiken.
De componist is in Europa grotendeels onbekend; het is dan ook niet ondenkbaar dat het werk ooit is uitgevoerd buiten de Verenigde Staten.

## Bron
- Programmaboekje ter beschikking gesteld door Chicago Symphony Orchestra